# Juan Jara Armaza
Juan Nepomuceno Jara Armaza (Santiago, 24 de diciembre de 1818-Santiago, el 11 de agosto de 1885) fue un funcionario público y exdiputado chileno.

## Primeros años de vida
Fue hijo de Antonio Jara Vargas y de María Tadea de Armaza. Estudió en el Colegio de Santo Domingo y en el Instituto Nacional, continuó estudios de Derecho y se graduó de abogado el 24 de enero de 1847.
Se casó con Carmen Ruz Fernández y tuvieron ocho hijos, entre ellos, Monseñor Ramón Ángel Jara.

## Vida pública
Fue miempbro del partido Conservador.Ingresó a la carrera administrativa en 1840 y sirvió al país durante 45 años.
Fue auxiliar del departamento de Hacienda y ascendió a oficial mayor (actualmente subsecretario) el 16 de junio de 1849, interinamente, y luego el 15 de septiembre del mismo año se le confiere en propiedad. Permaneció en este puesto durante varias administraciones, hasta el gobierno de Aníbal Pinto.
Fue secretario del Consejo de Estado, 1853; director de la Oficina de Contabilidad General, 1860; superintendente de la Casa de Moneda, 1857; y fue el primer superintendente de Ferrocarriles en 1859.
Ministro de la Corte Suprema en la sala de Hacienda, 1866; director de la Caja de Crédito Hipotecario y fundador de la Caja de Ahorros en 1858, de la cual fue su administrador durante 27 años y a la que sirvió gratuitamente.
Fue autor de varios reglamentos sobre contabilidad, correos, colonización y aduanas.
En 1872 fue nombrado miembro de la Facultad de Leyes y al incorporarse leyó un discurso sobre economía política, que quedó incerto en los Anales de la Universidad.
Fue diputado suplente por Linares, período de 1855 a 1858; reemplazó al diputado propietario Francisco Solano Astaburiaga y Cienfuegos, que no se incorporó hasta el 22 de noviembre de 1855. Su investidura de diputado facilitó la fundación de la Caja de Ahorros de Empleados Públicos y así, el 9 de junio de 1858 vio convertido en ley el proyecto que había ideado y defendido.
Falleció en Santiago, a los 66 años de edad.